# Trani
Trani is een Italiaanse stad in de regio Apulië en samen met Barletta en Andria hoofdstad van de nieuwe provincie Barletta-Andria-Trani. De stad is ontstaan in de derde eeuw voor Christus onder de naam Tirenum. De Normandiërs gebruiken de stad als uitvalshaven voor hun tochten naar het oosten.
De kathedraal van Trani behoort tot de mooiste van Zuid-Italië. Deze dateert uit de twaalfde eeuw en staat eenzaam nabij de haven van de stad. Onder de kerk ligt de Crypte van San Niccola pellegrino die ondersteund wordt door 28 marmeren pilaren. Een ander belangrijk bouwwerk in de stad is het dertiende-eeuwse Castello Svevo, dat eveneens aan zee staat. Op het schiereiland Capo Colonna, buiten het stadscentrum, staat het voormalige klooster Santa Maria di Colonna.

## Geboren
- Vincenzo Franco (1917-2016), bisschop

## Foto's

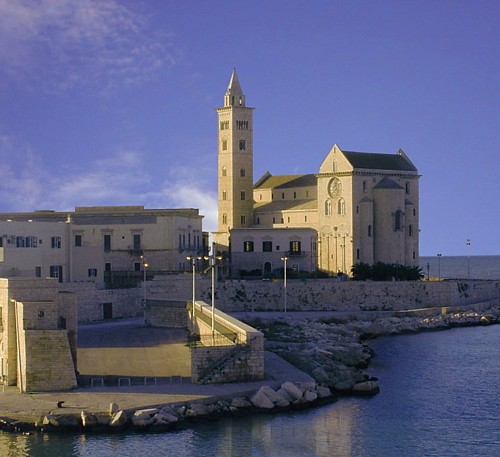
Kathedraal van Trani
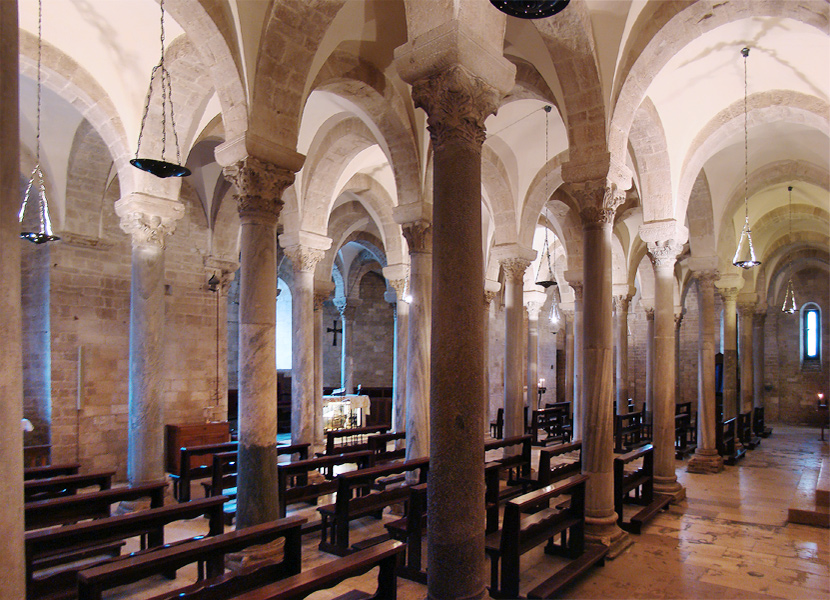
Crypte onder de kathedraal
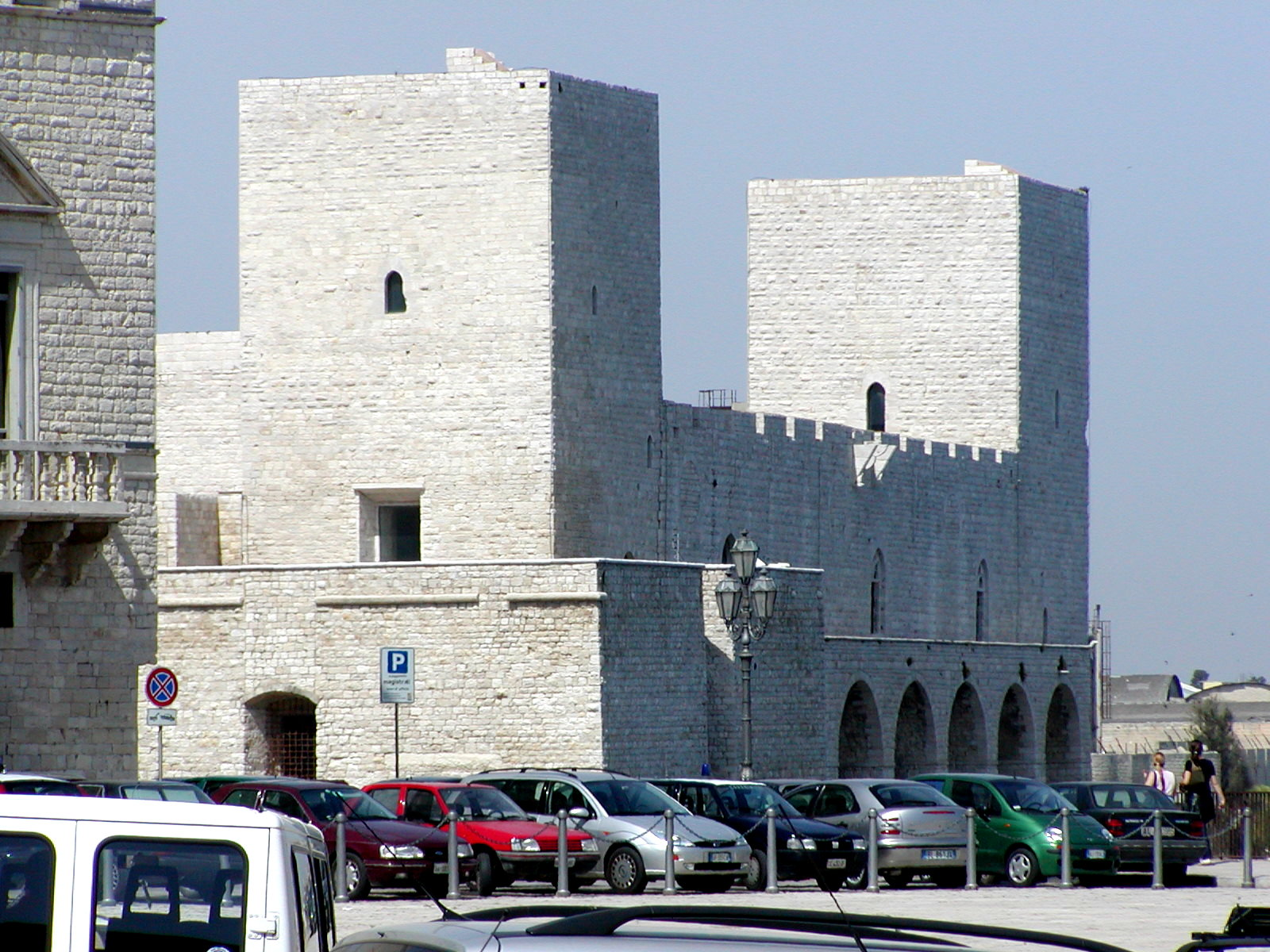
Castello Svevo